# Peperomia ticunhuayana
Peperomia ticunhuayana är en pepparväxtart som beskrevs av William Trelease. Peperomia ticunhuayana ingår i släktet peperomior, och familjen pepparväxter. Inga underarter finns listade i Catalogue of Life.